# NRJ
NRJ är Europas största nätverk av kommersiella radiokanaler.

## Historia
Radiostationen startades av Jean-Paul Baudecroux, och inledde sina sändningar i Paris år 1981. Stationen döptes till Nouvelle Radio Jeunesse vilket ungefär betyder Nya ungdomsradion. Två år efter starten var stationen Frankrikes största FM-radiostation.
År 1993 inledde man sändningar i Sverige, NRJ (Sverige).

## Historik
- 1981 - NRJ grundas i Paris.
- 1985 - NRJ börjar sända NRJ i städer utanför Paris för första gången.
- 1987 - NRJ är efter RTL och Europe 1 den tredje största kommersiella radiostationen i Frankrike. Chérie FM föds.
- 1988 - NRJ sänder på 100 orter, sändningar i Schweiz och Belgien startar.
- 1991 - NRJ börjar sända i Berlin.
- 1993 - NRJ tar över närradiostationen Radio 1 från Socialdemokraterna på frekvensen 91.6 FM i Stockholm.
- 1995 - 6 oktober NRJ startar i Helsingfors.
- 1996 - Konkurrenten Power Hit Radio startas i Stockholm. Stationen tar lyssnare från marknadsledande NRJ som nu blir tvåa.
- 1998 - Sändningar i Oslo och Wien startar.
- 1999 - NRJ börjar sända i Köpenhamn.
- 2025 - NRJ Norge byter från P4-gruppen till Bauer Media. I förmån för att p4-gruppen ska starta P12 hitmix.